# 毛护
毛护（535年—600年9月23日），字恭仁，荥阳郡阳武县（今河南省新乡市原阳县）人，南梁、南陈、隋朝官员。

## 生平
承圣元年（552年），陈霸先的侄子陈顼前往江陵，毛护和哥哥毛喜作为特使陪伴陈顼前往。承圣三年（554年），西魏攻克江陵，毛护和陈顼被迁移到关中。天嘉三年（562年），陈顼从关中回到江南，毛护也跟随回到南方，因功出任河东王陈叔献左常侍，封龙溪县开国伯，食邑五百户。毛护很快出任海盐县县令，转任鄱阳王陈伯山记室参军，入朝出任尚书度支侍郎。金陵城作为首都号称是难以治理的地方，朝廷任命毛护为招远将军、秣陵县县令。不久毛护加散骑侍郎，又转任镇南将军岳阳王陈叔慎咨议参军。开皇九年（589年），隋朝灭亡南陈，毛护前往京城长安，补任幽州总管府参军事。任期满后，毛护想要回到家乡，朝廷不准，毛护又补任韩州司功参军事。开皇二十年八月十日（600年9月23日），毛护在任所去世，虚岁六十六，仁寿元年岁次辛酉三月甲申朔廿九日壬子（601年5月6日）葬于雍州大兴县宁安乡清福里的高阳原。

## 墓志
《毛护墓志》出土于西安南郊长安区，志石拓本高、宽均51.5厘米，未见墓志盖。志文28行，满行28字。正书，有方界格，志石今存不详。

## 家庭

### 祖父
- 毛称，南齐散骑常侍、尚书主客侍郎[2]

### 父亲
- 毛拪忠，南梁宁远将军河东王咨议参军、尚书比部侍郎[2]

### 兄弟姐妹
- 毛喜，南陈光禄大夫、领左骁骑将军、东昌县侯[2]
- 毛爽，南陈山阳郡太守[2]
- 毛氏，嫁南陈散骑常侍、右卫将军、中书通事舍人、文招忠侯司马申